# Казаков Сергій Олексійович
Сергі́й Олексі́йович Казако́в (рос. Казаков Сергей Алексеевич; 6 квітня 1873 — 21 серпня 1936) — російський і радянський астроном.

## Біографія
Народився в Рибінську. 1895 року закінчив Московський університет і був залишений при ньому для підготовки до професорського звання. З 1900 року викладав у цьому університеті (спочатку приват-доцент, згодом — професор, з 1914 року також співробітник обсерваторії університету).
Наукові роботи стосуються теоретичної астрономії і астрометрії. Займався теорією визначення та виправлення орбіт комет і планет, розрахував остаточні орбіти комет 1904 I, 1907 III і елементи періодичної комети Перрайна 1896 VII на 1922. Вивчав проблему інтегрування основних диференціальних рівнянь в небесномеханічній задачі трьох тіл. У 1914—1930 визначав положення зірок у зенітної зоні на меридіанному колі.
Автор підручників з теоретичної астрономії (1913) і сферичної астрономії (1935).